# Gelis prospectus
Gelis prospectus là một loài tò vò trong họ Ichneumonidae.